# Jan Antoni Golański
Jan Antoni Golański (ur. 1844 w Warszawie, zm. 5 lutego 1896 tamże) – polski malarz, dziennikarz i literat.

## Życiorys

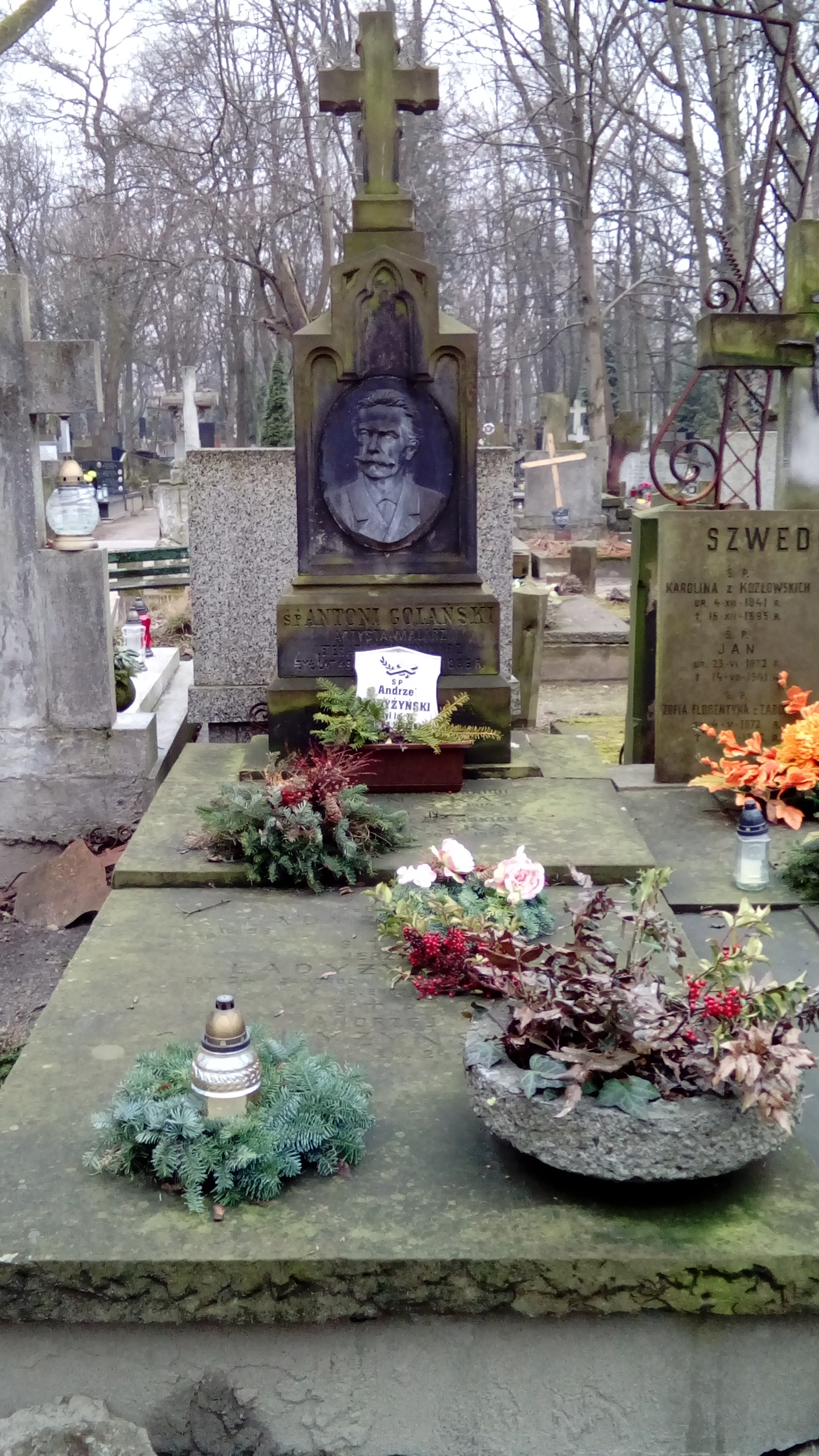
Grób Antoniego Golańskiego na cmentarzu Powązkowskim

Urodził się w Warszawie w 1844 w rodzinie Floriana i jego żony Katarzyny. Ukończył szkołę elementarną i w latach 1859–62 pobierał nauki w Szkole Sztuk Pięknych. Po uzyskaniu nagrody w 1861 wyjechał do Włoch. Po powrocie został powołany do armii carskiej i służył przez dwanaście lat. Po odbyciu służby wojskowej osiedlił się w Warszawie i utrzymywał się z działalności dziennikarskiej, malarskiej oraz pisania krytyk artystycznych i prac korektorskich w wielu czasopismach.
Prace malarskie związane były ze Starym Miastem i okolicami Warszawy, przeważnie były to akwarele. Prace swoje wystawiał w Salonie Krywulta. Był również autorem utworów scenicznych i komedyjek, napisał libretto do baletu Kwiat paproci.
Nie posiadał bliższej rodziny, zmarł 5 lutego 1896 w Warszawie i pochowany został na cmentarzu powązkowskim.